# Catasetinae
Catasetinae je podtribus kaćunovki smješten u tribus Cymbidieae, dio potporodice Epidendroideae. Postoji osam rodova; tipični je katasetum (Catasetum) s 182 vrste iz obje Amerike i Kariba.

## Rodovi
1. Cyanaeorchis Barb. Rodr. (3 spp.)
2. Grobya Lindl. (5 spp.)
3. Galeandra Lindl. (32 spp.)
4. Clowesia Lindl. (8 spp.)
5. Catasetum Rich. ex Kunth (182 spp.)
6. Dressleria Dodson (13 spp.)
7. Cycnoches Lindl. (31 spp.)
8. Mormodes Lindl. (89 spp.)